# Green Beer Day
Pour les articles homonymes, voir GBD.

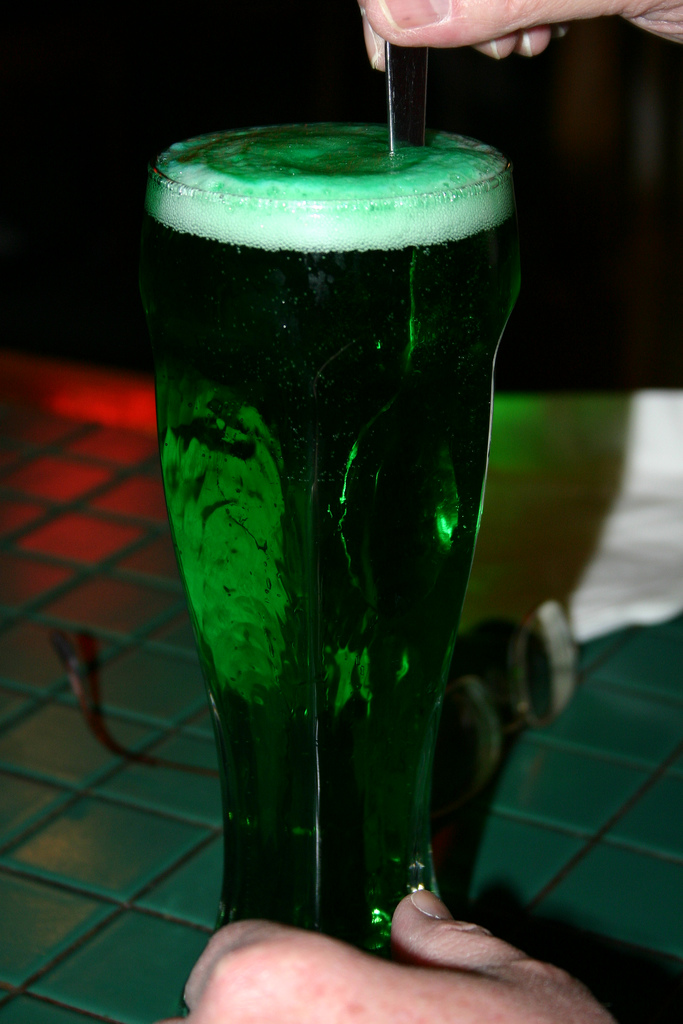
Bière verte créée en la mélangeant avec un autre ingrédient.

Le Green Beer Day (GDB) est une fête lors de laquelle les personnes boivent une bière colorée avec des colorants artificiels ou par procédés naturels. La tradition a commencé à l'université Miami à Oxford (Ohio) en 1952. Elle se déroule chaque année le jeudi précédant le Spring Break, et est considérée comme la plus grande tradition de l'université.

## Sources